# Otis Woodward
Otis Woodard was een Amerikaans bokser middengewicht in de jaren 1950.
Tussen 1953 en 1959 bokste hij tientallen wedstrijden, vooral in en rond New York. In 1962 kwam hij voor een demonstratiewedstrijd tegen wereldkampioen Sugar Ray Robinson in het Suriname Station (nu André Kamperveenstadion) in Paramaribo, Suriname.
Hij bokste 37 kampen waarvan hij er twaalf won, 20 verloor en vijf onbeslist eindigden. Zijn eerste kamp vond plaats op 7 april 1953 tegen Eddie Williams, hij verloor dankzij een technisch knock-out. Zijn laatste kamp vocht hij op 3 februari 1959 tegen Billy Lynch hij verloor dankszij een technisch knock-out.